# Ines Pellegrini
Ines Pellegrini (* 7. November 1954 in Mailand) ist eine italienische Schauspielerin und Fotomodell. Sie ist für ihr Wirken in erotischen Filmen bekannt.

## Biographie
Pellegrini wurde in Mailand als Tochter eines italienischen Vaters und einer eritreischen Mutter geboren und wuchs ab ihrem achten Lebensjahr in Eritrea in Asmara auf. Hier lebte sie zehn Jahre lang und zog dann mit ihren Eltern nach Rom. Sie übernahm kleinere Filmrollen, bis sie den italienischen Schriftsteller und Regisseur Pier Paolo Pasolini traf, der ihr die Hauptrolle der Sklavin Zumurrud in seinem Film Erotische Geschichten aus 1001 Nacht anbot. Im Jahre 1975 arbeitete sie erneut mit Pasolini zusammen und spielte die Rolle der Magd in Die 120 Tage von Sodom. Pellegrini kehrte 1985 der Filmindustrie den Rücken zu. Sie posierte für den italienischen Playboy in der  November-Ausgabe 1974.
Pellegrini lebt heute mit ihrem italienischen Ehemann in Los Angeles. Sie arbeitet als Freiwillige für Bedürftige und Obdachlose in L.A.

## Filmografie (Auswahl)
- 1974: Erotische Geschichten aus 1001 Nacht (Il fiore delle mille e una notte)
- 1975: Die 120 Tage von Sodom (Salò o le 120 giornate di Sodoma)
- 1975: Labyrinth des Schreckens (Gatti rossi in un labirinto di vetro)
- 1975: Das böse Vergnügen (Le malin plaisir)